# سانحه ریلی

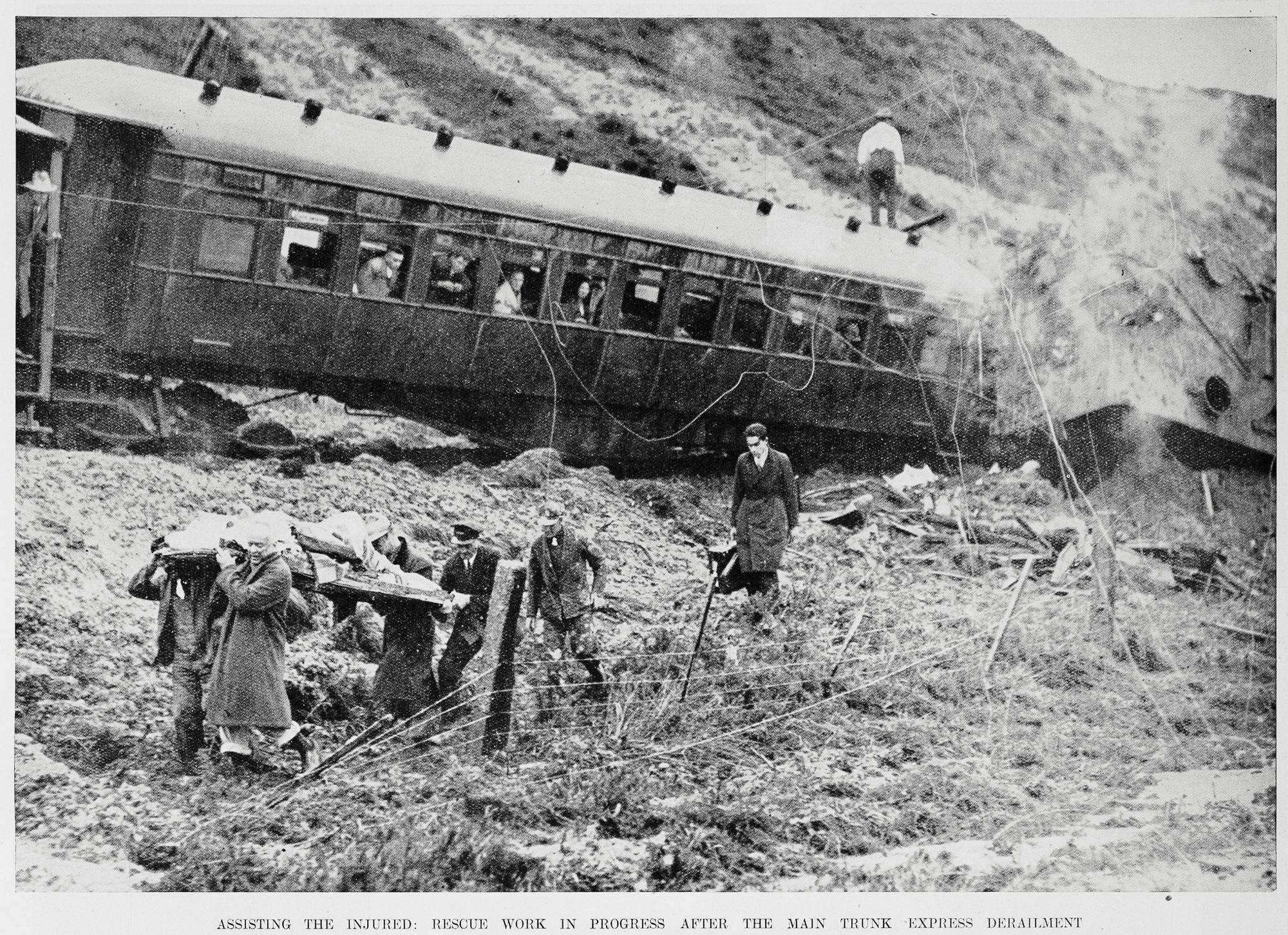
نمایی از یک‌سانحه ریلی در نزدیکی زلاندنو - سال ۱۹۳۶. در جریان این‌حادثه، قطاری در بارش شدید باران در حال حرکت از اوکلند به ولینگتون بود که پس از رانش زمین در میان ریل‌ها، از ریل اصلی خارج شد. در عکس مسافری را نیز با برانکارد حمل می‌کنند.

سانحه ریلی (انگلیسی: Train wreck) حادثه ای است که بین دو یا چند قطار رخ می‌دهد. سوانح ریلی معمولاً در نتیجه خطا در ارتباط، همانند زمانی که قطاری با قطار دیگر در خط یکسان حرکت می‌کنند، یا حادثه ای، همانند خروج چرخ قطار از ریل رخ می‌دهد. سوانح ریلی معمولاً به‌طور گسترده در رسانه‌ها و افسانه/داستان‌های عامه پوشش داده می‌شوند.